# نی‌ایمی نیشیکی
نی‌ایمی نیشیکی (به ژاپنی: 新見 錦 にいみ にしき Niimi Nishiki); ۱ ژانویهٔ ۱۸۳۶ – ۱۹ اکتبر ۱۸۶۳) یکی از اعضای سه فرمانده اصلی از فرماندهان سیزده نفرهٔ شینسنگومی در سال ۱۸۶۳ بود. او از اهالی میتو، ایباراکی، استان ایباراکی، ژاپن بود.